# 4-nitrofenol
El 4-nitrofenol (también llamado p-nitrofenol) es un compuesto fenólico que tiene un grupo nitro en la posición opuesta al grupo hidroxilo en el anillo de benceno, también llamada posición para

## Propiedades físicas
El 4-nitrofenol muestra dos modos polimorfos en estado cristalino: la forma alfa son cristales incoloros, inestables a temperatura ambiente y estables frente a la luz solar, mientras que la forma beta corresponde a cristales amarillos, estables a temperatura ambiente, y gradualmente se vuelven rojos con la influencia de la luz solar.  Por lo general, el 4-nitrofenol existe como una mezcla de estas dos formas.

## Usos

### Indicador de pH
El 4-nitrofenol se podría usar como un indicador de pH aunque no es muy frecuente su uso ni tampoco muy extendido; no obstante, es de los pocos indicadores que no presenta color a pH bajos, al igual que lo hacen la fenolftaleína y la timolftaleína, respectivamente, lo que los hace especialmente útiles cuando son mezclados entre sí para mostrar una experiencia básica de laboratorio conocida como arco iris químico.
Una solución de 4-nitrofenol aparece incolora por debajo de pH 5.4 y amarilla por encima de pH 7.5.  Esta propiedad de cambio de color hace que este compuesto sea útil como indicador de pH .  El color amarillo de la forma de 4-nitrofenolato (o fenóxido de 4-nitro) se debe a un máximo de absorbancia a una longitud de onda de 405  nm (su coeficiente de extinción molar es ε = 18.3 a 18.4 mM −1 cm −1 en una disolución de álcali fuerte).  En contraste, el 4-nitrofenol tiene una absorbancia débil a una longitud de onda 405 nm (ε = 0.2 mM −1 cm −1 ).  Presenta un punto intermedio entre las dos formas fenol/fenóxido, a 348 nm y ε = 5.4 mM −1 cm −1 .

### Usos como precursor sintético de otros compuestos
- El 4-nitrofenol es un intermediario en la síntesis de paracetamol o acetaminofén puesto que se reduce a 4-aminofenol y luego se acetila en presencia de anhídrido acético.[7]
- El 4-nitrofenol se usa como el precursor para la preparación de fenetidina y acetofenetidina , indicadores y materias primas para fungicidas.  La bioacumulación de este compuesto rara vez ocurre.
- En la síntesis de péptidos , los derivados de éster carboxilato de 4-nitrofenol pueden servir como componentes activados para la construcción de restos amida.

### La fosfatasa alcalina y su uso conjunto.
En el laboratorio, el 4-nitrofenol se utiliza para detectar la presencia de actividad de fosfatasa alcalina por hidrólisis de PNPP .  En condiciones básicas, la presencia de enzimas hidrolíticas hará que el recipiente de reacción se vuelva amarillo.
El 4-nitrofenol es un producto de la escisión enzimática de varios sustratos sintéticos como el fosfato de 4-nitrofenilo (usado como un sustrato para la fosfatasa alcalina ), el acetato de 4-nitrofenilo (para la anhidrasa carbónica ), el 4-nitrofenil-β- D -glucopiranósido y Otros derivados del azúcar que se utilizan para ensayar diversas enzimas glicosidasas .  Las cantidades de 4-nitrofenol producidas por una enzima en particular en presencia de su sustrato correspondiente se pueden medir con un espectrofotómetro en o alrededor de 405   nm y se utiliza como una medida proxy para la cantidad de la actividad de la enzima en la muestra.
La medición precisa de la actividad enzimática requiere que el producto de 4-nitrofenol esté completamente desprotonado, existiendo como 4-nitrofenolato, dada la débil absorbancia del 4-nitrofenol en 405  .  La ionización completa del grupo funcional alcohol afecta la conjugación de los enlaces pi en el compuesto.  Un par solitario del oxígeno se puede deslocalizar mediante la conjugación con el anillo de benceno y el grupo nitro.  Dado que la longitud de los sistemas conjugados afecta el color de los compuestos orgánicos, este cambio de ionización hace que el 4-nitrofenol se vuelva amarillo cuando está completamente desprotonado y existe como 4-nitrofenolato.
Un error común en la medición de la actividad enzimática utilizando estos sustratos es realizar los ensayos a pH neutro o ácido sin considerar que solo parte del producto cromóforo está ionizado.  El problema se puede superar deteniendo la reacción con hidróxido de sodio (NaOH) u otra base fuerte, que convierte todo el producto en 4-nitrofenóxido; El pH final debe ser> ca. 9.2 para asegurar que más del 99% del producto esté ionizado.  Alternativamente, la actividad de la enzima se puede medir en 348   nm, el punto isosbestic para 4-nitrophenol / 4-nitrophenoxide.

## Toxicidad
El 4-nitrofenol irrita los ojos, la piel y el tracto respiratorio.  También puede causar inflamación de esas partes. Tiene una interacción retardada con la sangre y forma metahemoglobina, que es responsable de la metahemoglobinemia y puede causar cianosis, confusión e inconsciencia.  Cuando se ingiere, causa dolor abdominal y vómitos.  El contacto prolongado con la piel puede causar una respuesta alérgica.  La genotoxicidad y carcinogenicidad del 4-nitrofenol no se conocen.